# Weigel (cratère)
Pour les articles homonymes, voir Weigel.
Weigel est un cratère d'impact lunaire nommé en hommage au philosophe, mathématicien et astronome allemand Erhard Weigel (1625-1699).

## Nom
Le cratère est nommé en hommage au philosophe, mathématicien et astronome allemand Erhard Weigel (1625-1699). Son numéro d'identification est 6510.

## Description
Le centre du cratère est situé au point de coordonnées 58° 23′ S, 39° 20′ O, et d'un diamètre de 34,86 km. Il est composé de 8 sous-cratères, identifiés de A à H.